# Batalla de Lugdunum
La batalla de Lugdunum (también llamada batalla de Lyon) fue un enfrentamiento militar librado el 19 de febrero de 197 en el contexto de la guerra civil romana conocida como el Año de los cinco emperadores, entre los ejércitos de Septimio Severo y de Clodio Albino, con una victoria completa del primero, que consiguió reunificar el Imperio romano.

## Antecedentes

### Guerra civil
El 28 de marzo de 193 el anciano emperador Publio Helvio Pertinax fue asesinado en un motín palaciego por 200 pretorianos. Después de esto, Marco Didio Severo Juliano ofreció una cuantiosa suma y fue proclamado por los pretorianos como el nuevo emperador. Sin embargo, poco después, los gobernadores Lucio Septimio Severo de Panonia e Ilírico, Cayo Pescenio Níger de Siria y Décimo Clodio Ceionio Septimio Albino de Britania se rebelaron, cada uno con tres legiones y numerosas unidades de auxiliares a sus espaldas.
Severo le envió una carta a Albino reconociéndole como césar, prometiéndole cogobernar (principalmente porque sabía que los senadores lo querían mucho), se hizo con el control de los Balcanes a excepción de Bizancio y marchó sobre la península itálica, tomaba Rávena sin luchar y entraba en Italia. Didio les ordenó a sus pretorianos defender los muros de Roma, pero estos prefirieron salir y entregarse a Severo, quien los desarmó y desterró, pero antes ejecutando a los que habían asesinado a Pertinax. El 1 de junio entraba victorioso en la capital Didio fue asesinado por un soldado común poco después.
Severo se enfocó en Níger y lo venció en Issos. Luego lanzó una expedición contra el Imperio parto por apoyar a su rival. Finalmente, decidió volver a Roma para celebrar su triunfo y enfocarse en Albino.

### Rebelión
En la Galia Albino se rebeló en su contra y Severo lo uso de excusa para ejecutar a la mujer e hijos de Níger. También lo proclamó enemigo público junto con todos sus partidarios. Al parecer, Severo había enviado cinco mensajeros con dagas ocultas para asesinarlo en una reunión privada, pero Albino se dio cuenta, los arrestó y torturó hasta que confesaron.
Cuando lo supo, Severo hizo reunir a sus tropas para darles un discurso. Les recordó que le había dado una parte del Imperio al rebelde pero ahora tomaba las armas contra él. Sus hombres, indignados, llamaron a Albino enemigo y aclamaron a su emperador. Mientras marchaba contra el rebelde sufriendo las penurias de sus soldados, Severo llegó a Viminacium, donde nombra a su hijo mayor césar y le añade el nombre de Aurelio Antonino, para darle mayor legitimidad vinculándolo a la dinastía Antonina.

### Campaña
Entre tanto, un maestro de escuela llamado Numeriano, partió de Roma a la Galia fingiendo ser un senador enviado por Severo para reunir tropas, logró formar una pequeña fuerza y venció a unidades de caballería del rebelde. El emperador también creyó que era un senador y le envió cartas para felicitarlo por sus éxitos, incluyendo la captura de 70 millones de sestercios. Cuando Numeriano acudió ante su presencia, se negó a ser nombrado senador de verdad o recibir tesoros, se fue a una provincia donde recibió un pequeño estipendio el resto de sus días.
En Panonia consultó a unos augures que le prometieron la victoria y que su rival moriría cerca del agua. Muchos amigos de Albino desertaron, capturaron a generales del rebelde y los entregaron al emperador, que les castigó. Mandó fuerzas adelantadas para vigilar los pasos alpinos y proteger Italia, pero Albino reaccionó negligentemente y demoró mucho en pasar de Britania a la Galia. El procónsul de la Tarraconense nombrado por Pertinax, Lucio Novio Rufo, se unió al rebelde y muchos nobles locales aportaron dineros a dicha causa.
Cuando el emperador llegó a la Galia, ambos monarcas se enfrentaron en Tinurtium (Tournous, cerca de Mâcon), con victoria de Severo. Poco después, el general de Severo, Virio Lupo, fue vencido por el rebelde y perdió a muchos soldados. Las escaramuzas menores siguieron hasta la gran batalla final.

## Fuerzas en combate
Dion Casio afirma que ambos bandos llevaron al campo de batalla 150 000 soldados cada uno. Sin embargo, historiadores modernos dicen que ese fue el total de romanos involucrados, distribuyéndolos en 50 000 para Albino y el doble para Severo o en dos mitades iguales. Esto es poco probable, ya que Severo contaba con 16 legiones a sus espaldas, principalmente danubianas (I Adiutrix, I Italica, II Adiutrix, II Italica, III Italica, IV Flavia Felix, V Macedonica, VII Claudia, X Gemina, XI Claudia, XIII Gemina y XIV Gemina), pero en la campaña se le unieron las 4 legiones del Rin (I Minervia, VIII Augusta, XXII Primigenia y XXX Ulpia Victrix). En cambio, Albino tenía las 3 legiones de Britania (II Augusta, VI Victrix y XX Valeria Victrix) y quizás la de Hispania (VII Gemina), pero otras fuentes dicen que esa unidad se mantuvo neutral.

## Batalla

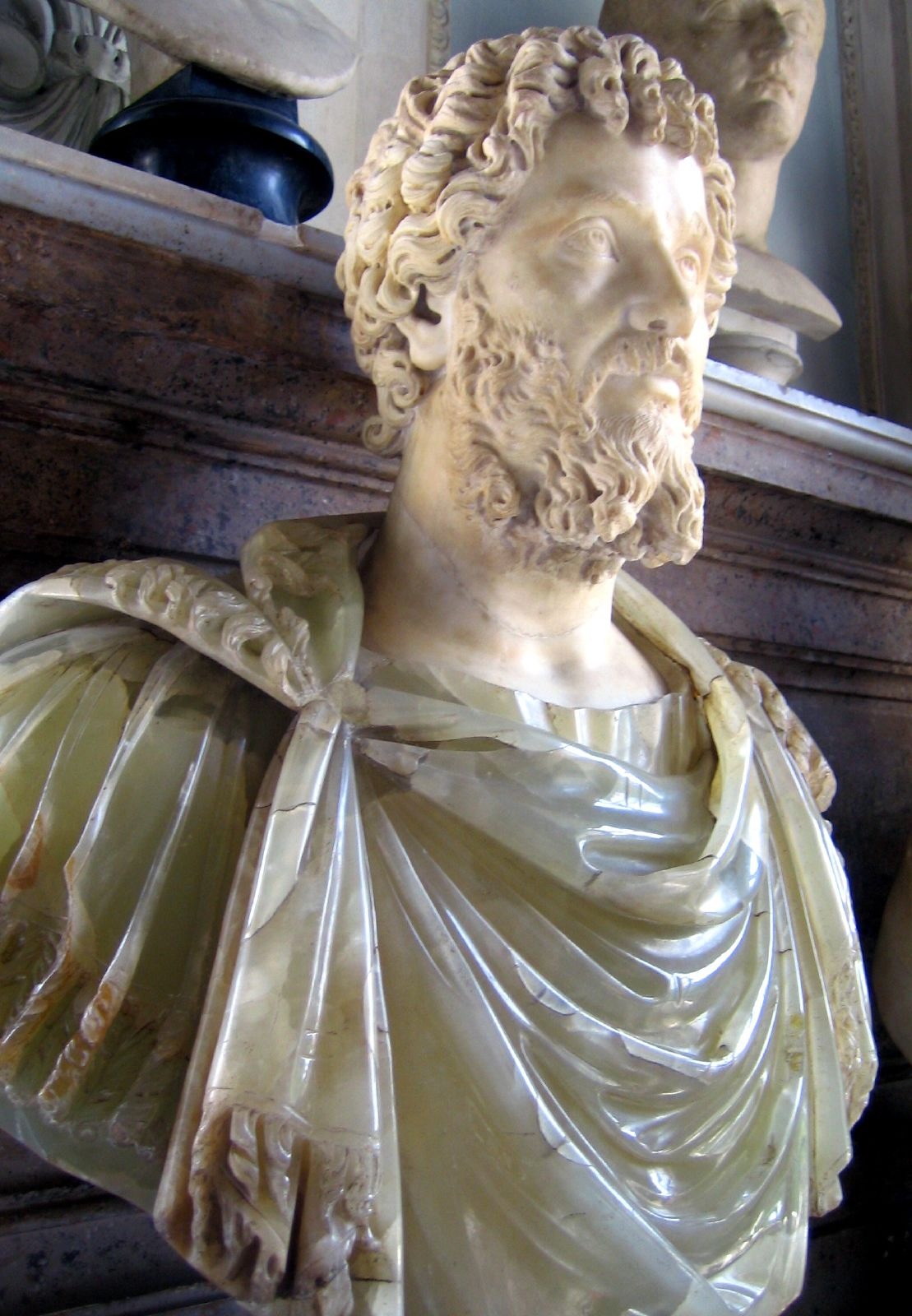
Busto de Septimio Severo.

Finalmente, la batalla se dio en Lugdunum. Ambos monarcas estaban presentes porque sabían que se jugaban el todo o nada, aunque era la primera vez que Severo estaba en un combate. En el ejército de Albino destacaron los britanos y en el de Severo los ilirios, estuvieron tan igualados que la batalla estuvo sin claro vencedor un largo tiempo.
El ala izquierda de Albino fue vencida y perseguida de vuelta a su campamento, que acabó saqueado y sembrado de los cadáveres de muchos vencidos. En cambio, su ala derecha había construido fosos y trincheras ocultos con capas de tierras delante de sus líneas. Los rebeldes procedieron a acercarse y arrojar jabalinas sobre los soldados de Severo, para luego fingir huir en desorden.
Los hombres del emperador les dieron caza pero quedaron atrapados en las trincheras. Su primera línea cayó al romperse la cubierta y la segunda acabó encima de ellos, el resto empezó a retirarse en desorden hacia un barranco. Los legionarios de Albino les arrojaron jabalinas y flechas, aprovechando que estaban atrapados en los fosos o entre las trincheras y el barranco, masacrándolos.
Severo acudió con los pretorianos a salvarlos, pero por poco también son masacrados. Durante el combate cayó de su caballo y su ejército, creyéndole muerto, casi proclama a otro emperador. En esos momentos, sus soldados empezaron a huir pero Severo se arrancó la capa y montó otro corcel para alentar a sus hombres espada en mano, y por vergüenza estos volvieron al combate, derrotando y matando a los enemigos que les perseguían. Por último, la caballería del general Julio Laeto cargó sobre el flanco enemigo. Al parecer, el militar había esperado que ambos monarcas murieran y los soldados lo proclamaran en el campo de batalla, pero al ver que ambos sobrevivían decidió participar y ayudar a su emperador. Otra fuente dice que Severo escapó arrojando su capa y Leto, viendo que los britanos perseguían a los ilirios cantando himnos de victoria, aprovechó para cargar con su reserva. Cuando llegó la ayuda, los ilirios tuvieron esperanza, montaron a su emperador en otro caballo y le devolvieron su capa imperial.
Los britanos fueron tomados por sorpresa y huyeron después de una breve resistencia. Los vencedores les dieron caza y los masacraron. Poco después, los ilirios saquearon y quemaron Lugdunum. Así, Severo se convirtió en el hombre que venció a tres emperadores para lograr el poder.

## Consecuencias

### Muerte de Albino
Una enorme cantidad de soldados de ambos bandos murieron en la batalla, tanto que entristeció a los vencedores. También muchos fueron tomados prisioneros. El campo estaba cubierto de muertos y mutilados apilados en montones con armas dispersas y corrientes de sangre que se vertieron en los ríos cercanos. Después de la batalla, el emperador ordenó que los cuerpos de todos los senadores caídos en el bando rebelde fueran mutilados. Rufo fue capturado y decapitado.
Albino se refugió en una casa junto al Ródano, pero al ver el lugar rodeado, se suicidó. Según algunos se clavó una daga el mismo, otros dicen que lo hizo uno de sus esclavos, otros que sus propios soldados le mataron para conseguir una recompensa y hay quien dice que los soldados de su rival le cortaron la cabeza. Cuando le llevaron el cuerpo, medio vivo, de Albino, lo decapitó y envió la cabeza a Roma con una carta donde denigraba a los senadores por haber querido a Albino. Al resto del cuerpo lo hizo colgar frente a la residencia del vencido por días (o frente al cuartel general del emperador) para después cabalgar sobre él y arrojarlo a las aguas junto a los cadáveres de su esposa y dos hijos (a los que inicialmente perdonó pero después ejecutó). Con estas acciones se ganó la animadversión de muchos.

### Represión
Gran número de los fieles a Albino resistieron algún tiempo hasta que fueron vencidos. La Legio III Cyrenaica, estacionada en Arabia Petrea, se rebeló y fue duramente castigada.
Miles de partidarios de Albino fueron ejecutados o vieron sus bienes confiscados, incluyendo hombres y mujeres nobles de Galia e Hispania, y toda la familia de Albino fue exterminada. También murieron personas humildes en gran número en las batallas y en la represión. Severo nombró a Tiberio Claudio Candido gobernador de la Tarraconense, entre 197 y 198, quien estuvo a cargo de reprimir a los vencidos. Lupo fue nombrado gobernador de Britania con similares funciones.
Con la fortuna confiscada en Italia, Galia e Hispania le dio una exorbitante suma a sus hijos y grandes premios a sus soldados. Volvió a la capital a celebrar sus victorias con espectáculos y realizó purgas de enemigos posibles o supuestos, bajo cargos verdaderos u falsos. De hecho, después de vencer a su rival, hizo buscar entre sus cartas los nombres de todos los senadores con los que había estado en contacto, así mató a muchos senadores que apoyaban a Albino o creía que lo hicieron. Luego decidió hacer otra campaña contra los partos y se dirigió a Brundisium (Brindisi), donde se embarcó para Siria.

### Antigua
- Dion Casio. Historia romana. Libros 74, 75 y 76. Digitalizado por UChicago. Basado en el volumen IX de edición de Loeb Classical Library, traducción griego antiguo-inglés por Earnest Cary, 1927.
- Herodiano. Historia del Imperio romano. Libro 3. Digitalizado por Tertullian. Basado en traducción griego antiguo-inglés por Edward C. Echols, Berkeley: University of California Press, 1961.
- Historia Augusta (HA).
  - La vida de Didio Juliano. Digitalizado en UChicago. Basado en traducción latín-inglés por David Magie, 1921, Cambridge: Harvard University Press, Volumen I de Loeb Classical Library.
  - La vida de Clodio Albino. Digitalizado en UChicago. Basado en traducción latín-inglés por David Magie, 1921, Cambridge: Harvard University Press, Volumen I de Loeb Classical Library.
  - La vida de Septimio Severo. Digitalizado en UChicago. Basado en traducción latín-inglés por David Magie, 1921, Cambridge: Harvard University Press, Volumen I de Loeb Classical Library.

### Modernas
- Birley, Anthony R. (2005). The Roman Government of Britain. OUP Oxford. ISBN 9780199252374.
- Blois, Lukas de (2018). Image and Reality of Roman Imperial Power in the Third Century AD: The Impact of War. Routledge. ISBN 9781351135573.
- Graham, A. J. (1978). "The Numbers at Lugdunum". Historia: Zeitschrift für Alte Geschichte, vol. 27, núm. 4, pp. 625-630.
- Hirt, Alfred Michael (2010). Imperial Mines and Quarries in the Roman World: Organizational Aspects 27 BC-AD 235. OUP Oxford. ISBN 9780199572878.
- Mennen, Inge (2011). Power and Status in the Roman Empire, AD 193–284. BRILL. ISBN 9789004203594.
- Potter, David Stone (2004). The Roman Empire at Bay, AD 180-395. Routledge. ISBN 9780415100588.
- Venning, Timothy (2011). A Chronology of the Roman Empire. Londres/Nueva York: A&C Black. Introducción de John F. Drinkwater. ISBN 9781441154781.

- Datos: Q653482